# Marc Rissmann
Marc Rissmann, também conhecido como Marc Rißmann, é um ator alemão. Ele já apareceu em filmes como Overlord e séries de TV como The Last Kingdom.
Em 2019, ele apareceu na oitava temporada de Game of Thrones como Harry Strickland, o comandante da companhia mercenária The Golden Company, e como Goertzmann na quarta temporada de The Man in the High Castle.

## Carreira
Rissmann apareceu em várias séries alemãs durante seu início de carreira, incluindo Der letzte Bulle, SOKO - Der Prozess e Binny and the Ghost. Internacionalmente entrou com papéis em The Last Kingdom para Netflix, Riviera for Sky, de Neil Jordan, e Into the Badlands, da AMC. Em 2019 atuou no papel de Harry Strickland, líder da Golden Company, em Game of Thrones. Como diretor, seus trabalhos recentes incluem o videoclipe Please Tell Rosie para Alle Farben e uma campanha comercial para German National Lotto.

## Filmografia

### Como ator

#### Filme
| Ano  | Título                                     | Papel         | Notas          |
| ---- | ------------------------------------------ | ------------- | -------------- |
| 2018 | Overlord                                   | Scherzer      |                |
| 2015 | Friesland: Familiengeheimnisse             | Thorsten      |                |
| 2013 | Prehistoria                                | Kev           | Curta-metragem |
| 2012 | Marie Brand und das Lied von Tod und Liebe | Michael Fleck | Telefilme      |
| 2012 | Tod einer Polizistin                       | Oli           |                |
| 2011 | Nazi Goreng                                | Jan           |                |

#### Televisão
| Ano  | Título                     | Papel                        | Notas       |
| ---- | -------------------------- | ---------------------------- | ----------- |
| 2019 | The Man in the High Castle | Wilhelm Goertzmann           | 3 episódios |
| 2019 | Game of Thrones            | Harry Strickland             | 2 episódios |
| 2017 | Riviera                    | Klaus Schneider              | 2 episódios |
| 2017 | Into the Badlands          | Nos                          | 1 episódio  |
| 2017 | The Last Kingdom           | Tekil                        | 4 episódios |
| 2017 | Stuttgart Homicide         | Mark Schildt / Andi Springer | 2 episódios |

### Como diretor
| Ano  | Título             | Notas                                            |
| ---- | ------------------ | ------------------------------------------------ |
| 2018 | Lisa & Frank       | Campanha comercial para a loteria nacional alemã |
| 2016 | Please Tell Rossie | Videoclipe de Alle Farben                        |